# 1. deild Wysp Owczych (2001)
W roku 2001 odbyła się 59. edycja 1. deild (obecnie Effodeildin), czyli pierwszej ligi archipelagu Wysp Owczych w piłce nożnej mężczyzn. Tytułu mistrzowskiego bronił VB Vágur, jednak tamtoroczne trofeum trafiło do B36 Tórshavn. Klub ten sięgnął po nie siódmy raz w swojej historii.

## Przebieg
W roku 2001, podobnie, jak obecnie, mecze w ramach pierwszej ligi piłkarskiej na Wyspach Owczych rozgrywało dziesięć drużyn. Sytuacja ta w przeszłości ulegała wielu zmianom, stabilizując się dopiero w sezonie 1988, kiedy liczbę drużyn zwiększono z ośmiu. Od roku 1976 drużyny są relegowane do niższej ligi, jednak w roku 2001 sytuacja wyglądała nieco inaczej niż obecnie, gdyż przedostatni klub zamiast ulegać spadkowi od razu, dostawał szansę obrony swojego miejsca poprzez mecze barażowe z drugą najlepszą drużyną ówczesnego 2. deild. Wtedy dziewiątą drużyną został klub B71 Sandoy, który uległ Skála ÍF 2:4 (1:0, 1:4).
Mistrzem archipelagu został B36 Tórshavn, który odnotował wzrost aż o pięć pozycji względem poprzedniego sezonu. Drugie miejsce, z siódmego, zajął GÍ Gøta, a trzecie, podobnie jak poprzednio, B68 Toftir. Poprzedni mistrz, VB Vágur, musiał się zadowolić dopiero czwartą lokatą. Piąte miejsce zajął, spadłszy o jedną pozycję, NSÍ Runavík, a szóste, z piątej, KÍ Klaksvík. Największy spadek odnotował HB Tórshavn, który, z drugiej, znalazł się na siódmej pozycji, a ostatnią, bezpieczną lokatę zajął nowo promowany do pierwszej ligi EB/Streymur. Na dwóch ostatnich lokatach znalazły się kolejno: B71 Sandoy i FS Vágar.
Królem strzelców został gracz GÍ Gøta, Helgi Petersen z dziewiętnastoma bramkami na swoim koncie.
W roku 2001 przyznawano trzy punkty za zwycięstwo. Zasadę tę wprowadzono w sezonie 1995.
Za swoje osiągnięcia ligowe kluby z Wysp Owczych awansują do rozgrywek europejskich. Mistrz archipelagu z roku 2001, B36 Tórshavn dostał możliwość zagrania w Lidze Mistrzów (2002/03), gdzie uległ w dwumeczu z gruzińskim Torpedo Kutaisi 2:6 (2:5, 0:1). Bramki dla Farerczyków zdobyli: Heðin á Lakjuni oraz Barður Mortansson. Drugi klub, GÍ Gøta, uzyskał prawo gry w Pucharze UEFA (2002/03), gdzie uległ chorwackiemu Hajduk Split 0:11 (0:3, 0:8). Drugim klubem z Wysp Owczych, który grał w Pucharze UEFA (2002/03), był finalista Pucharu Wysp Owczych (2001), KÍ Klaksvík, który przegrał w dwumeczu z węgierskim Újpest FC 2:3 (2:2, 0:1). Bramki dla wyspiarzy zdobył Kurt Mørkøre. B68 Toftir, jako zdobywca trzeciego miejsca, uzyskał prawo do gry w Pucharze Intertoto (2002), gdzie uległ w dwumeczu szwajcarskiemu FC Sankt Gallen 1:11 (1:5, 0:6).

### Tabela ligowa
| Lp. | Drużyna          | M  | Z  | R | P  | Bramki | Bramki | Różn. | Pkt | Uwagi                                       |
| --- | ---------------- | -- | -- | - | -- | ------ | ------ | ----- | --- | ------------------------------------------- |
| 1   | B36 Tórshavn (M) | 18 | 15 | 1 | 2  | 55     | 15     | +40   | 46  | Liga Mistrzów UEFA • I runda kwalifikacyjna |
| 2   | GÍ Gøta          | 18 | 13 | 3 | 2  | 52     | 20     | +32   | 42  | Puchar UEFA • Runda kwalifikacyjna          |
| 3   | B68 Toftir       | 18 | 9  | 4 | 5  | 39     | 25     | +14   | 31  | Puchar Intertoto • I runda                  |
| 4   | VB Vágur         | 18 | 9  | 3 | 6  | 43     | 24     | +19   | 30  |                                             |
| 5   | NSÍ Runavík      | 18 | 8  | 4 | 6  | 23     | 21     | +2    | 28  |                                             |
| 6   | KÍ Klaksvík      | 18 | 8  | 1 | 9  | 27     | 38     | −11   | 25  | Puchar UEFA • Runda kwalifikacyjna1         |
| 7   | HB Tórshavn      | 18 | 7  | 2 | 9  | 34     | 25     | +9    | 23  |                                             |
| 8   | EB/Streymur      | 18 | 5  | 1 | 12 | 20     | 34     | −14   | 16  |                                             |
| 9   | B71 Sandoy (S)   | 18 | 3  | 1 | 14 | 17     | 52     | −35   | 10  | Baraże o 1. deild                           |
| 10  | FS Vágar (S)     | 18 | 3  | 0 | 15 | 19     | 76     | −57   | 9   | Spadek do 2. deild                          |

### Wyniki
| Gospodarz \ Gość | B36 | B68 | B71 | EBS | FSV  | GÍ  | HB  | KÍ  | NSÍ | VB  |
| B36 Tórshavn     |     | 1:0 | 4:1 | 5:1 | 15:0 | 4:1 | 1:0 | 5:0 | 1:0 | 3:2 |
| B68 Toftir       | 0:2 |     | 4:2 | 1:0 | 5:1  | 2:2 | 2:1 | 4:0 | 2:1 | 1:4 |
| B71 Sandoy       | 2:5 | 0:5 |     | 1:0 | 0:1  | 0:7 | 3:2 | 1:4 | 0:2 | 1:3 |
| EB/Streymur      | 0:2 | 1:2 | 1:2 |     | 3:2  | 1:1 | 0:4 | 4:2 | 1:0 | 1:3 |
| FS Vágar         | 1:2 | 1:6 | 2:1 | 1:3 |      | 1:4 | 1:4 | 0:2 | 1:2 | 3:2 |
| GÍ Gøta          | 3:1 | 2:0 | 3:0 | 4:0 | 8:2  |     | 3:2 | 5:1 | 0:1 | 1:1 |
| HB Tórshavn      | 1:2 | 3:1 | 0:0 | 1:0 | 8:0  | 2:3 |     | 1:2 | 0:0 | 2:1 |
| KÍ Klaksvík      | 1:2 | 2:2 | 2:0 | 0:4 | 2:0  | 1:2 | 0:2 |     | 2:1 | 4:1 |
| NSÍ Runavík      | 0:0 | 1:1 | 3:2 | 2:0 | 3:0  | 1:2 | 2:1 | 3:2 |     | 1:1 |
| VB Vágur         | 2:1 | 1:1 | 6:1 | 1:0 | 6:0  | 1:2 | 2:0 | 1:2 | 5:0 |     |

Źródło: RSSSF.com
Objaśnienia:
1Drużyna gospodarzy jest wymieniona po lewej stronie tabeli.
Kolory: zielony – zwycięstwo gospodarzy, żółty – remis, różowy – zwycięstwo gości.

### Baraże o 1. deild
|  | Skála ÍF | 0:1 | B71 Sandoy | Mýrahjalla, Skáli |
|  |          | 0:1 |            | Mýrahjalla, Skáli |

|  | B71 Sandoy | 1:4 | Skála ÍF | Inni í Dal, Sandur |
|  |            | 1:4 |          | Inni í Dal, Sandur |

W wyniku meczów barażowych B71 Sandoy spadł do niższej ligi, a zespół Skála ÍF w następnym sezonie dostał prawo gry w pierwszej lidze.

## Statystyki
- Podczas 18 kolejek (90 meczów) zdobyli 294 gole (średnio: ok. 3,3/mecz, 16,3/kolejkę).

- Najwięcej bramek padło w meczach drużyny FS Vágar - 95 (ok. 5,3/mecz).
- Najmniej bramek padło w meczach drużyny NSÍ Runavík - 44 (ok. 2,4/mecz).
- Kolejką, w której padło najwięcej bramek była kolejka 5., kiedy padło 25 goli (5/mecz).
- Kolejką, w której padło najmniej bramek była kolejka 14., kiedy padło 8 goli (1,6/mecz).
- Najwięcej goli (15) padło 27 maja 2001 roku, w meczu 5. kolejki, kiedy B36 Tórshavn pokonał FS Vágar 15:0.
- Najmniej goli (0) padło w trzech meczach (ok. 3,3% wszystkich spotkań).
- Największą różnicą bramek (15) zakończyło się spotkanie B36 Tórshavn-FS Vágar (5. kolejka, 27 maja 2001), zakończonego wynikiem 15:0. Było to jednocześnie największe zwycięstwo na własnym stadionie w tym sezonie.
- Największym zwycięstwem na wyjeździe był mecz 9. kolejki rozegrany 1 lipca 2001 - B71 Sandoy-GÍ Gøta (0:7).